# Miss Rondônia
Miss Rondônia (ou Miss Universo Rondônia) é um tradicional concurso de beleza feminino realizado anualmente no Estado, cujo propósito é eleger a melhor candidata rondoniense ao título inédito de Miss Brasil, versão Miss Universo. O mais perto que o Estado conseguiu chegar da coroa nacional, foi a segunda colocação obtida pela mineira Adriana Luci de Souza Reis, indicada para representar o território bionicamente, isto é, sem ter qualquer relação com a localidade. Desde 2008 Rondônia não avança entre as semifinalistas da competição nacional. Desde 2024, o responsável pela coordenação estadual e seleção é o produtor de eventos gaúcho, Dominique Silva, da Minimal Models.

## Histórico

### Tabela de Classificação
Abaixo a performance das rondonienses no Miss Brasil:
| Posição       | Performance |
| ------------- | ----------- |
| Miss Brasil   |             |
| 2º. Lugar     | 1           |
| 3º. Lugar     |             |
| 4º. Lugar     | 1           |
| 5º. Lugar     |             |
| Semifinalista | 4           |
| Total         | 6           |

### Premiações Especiais
- Miss Simpatia: Zoracy Parra (1971)  ·  Yete Baleeiro (1979)  ·  Sinaira Machado (2014)

### Coordenação
Já estiveram à frente da coordenação do concurso:
- 1971 a 1980: Ciro Pinheiro (Colunista social do Jornal "Alto Madeira")

- 1981 a 1983: Rosenil (Colunista social do Jornal "Alto Madeira")

- em 1984: Paulo Caldas (Colunista social do Jornal "Alto Madeira")

- 1985 a 1989: Selma Bernardes (Esteticista) e Léo Souza (Produtor de eventos);

- 2004 a 2019: Berta Zuleika Rodrigues & Zuza Carneiro (Colunistas Sociais) [1]

- 2020 a 2021: Organização Miss Universo Brasil (Marthina Brandt)

- 2022 a 2023: Eletícia Dias (Dentista)

- desde 2024: Dominique Silva (Empresário da Minimal Models)

### Edições
- Miss Rondônia 2013
- Miss Rondônia 2014
- Miss Rondônia 2015
- Miss Rondônia 2016
- Miss Rondônia 2017

### Halldas Vencedoras

Miss Rondônia 2004, Luana Najara.

## Vencedoras
- Tornou-se Miss Brasil
- Terminou entre as finalistas
- Terminou entre as semifinalistas

| Ano  | Participação                                            | Vencedoras                                              | Representação                                           | Colocação                                               | Ref.                                                    |
| ---- | ------------------------------------------------------- | ------------------------------------------------------- | ------------------------------------------------------- | ------------------------------------------------------- | ------------------------------------------------------- |
| 2025 | 55ª                                                     | Cristina de Souza Leite                                 | Porto Velho                                             |                                                         | [ 2 ]                                                   |
| 2024 | 54ª                                                     | Renata Moraes Dantas Cadete                             | Porto Velho                                             |                                                         | [ 3 ]                                                   |
| 2023 | 53ª                                                     | Vitória "Belussi" Ribeiro de Brito                      | Vilhena                                                 |                                                         | [ 4 ]                                                   |
| 2022 | 52ª                                                     | Kamila da Costa Coelho                                  | Vilhena                                                 |                                                         | [ 5 ]                                                   |
| 2021 | 51ª                                                     | Thaisi Dias Pinto                                       | Porto Velho                                             |                                                         | [ 6 ]                                                   |
| 2020 | A Miss Brasil foi indicada, portanto não houve disputa. | A Miss Brasil foi indicada, portanto não houve disputa. | A Miss Brasil foi indicada, portanto não houve disputa. | A Miss Brasil foi indicada, portanto não houve disputa. | A Miss Brasil foi indicada, portanto não houve disputa. |
| 2019 | 50ª                                                     | Hunaide Horitham                                        | Ji-Paraná                                               |                                                         | [ 7 ]                                                   |
| 2018 | 49ª                                                     | Thaisi Dias Pinto                                       | Porto Velho                                             |                                                         | [ 6 ]                                                   |
| 2017 | 48ª                                                     | Maria Clara Vicco                                       | Porto Velho                                             |                                                         | [ 8 ]                                                   |
| 2016 | 47ª                                                     | Mariana Theol Denny                                     | Ji-Paraná                                               |                                                         | [ 9 ]                                                   |
| 2015 | 46ª                                                     | Gabriela Fernandes Rossi                                | Porto Velho                                             |                                                         | [ 10 ]                                                  |
| 2014 | 45ª                                                     | Sinaira Machado Souza                                   | Porto Velho                                             |                                                         | [ 11 ]                                                  |
| 2013 | 44ª                                                     | Jeane Ferreira de Aguiar                                | Ji-Paraná                                               |                                                         | [ 12 ]                                                  |
| 2012 | 43ª                                                     | Michele Miquelini                                       | Ariquemes                                               |                                                         | [ 13 ]                                                  |
| 2011 | 42ª                                                     | Aline Cabral de Lima                                    | Ji-Paraná                                               |                                                         | [ 14 ]                                                  |
| 2011 | -                                                       | Cynthia Castro                                          | Porto Velho                                             | Renunciou. Menor de idade.                              | [ 15 ]                                                  |
| 2010 | 41ª                                                     | Jeane Ferreira de Aguiar                                | Ji-Paraná                                               |                                                         | [ 16 ]                                                  |
| 2009 | 40ª                                                     | Lorena Garcia Mendonça                                  | Porto Velho                                             |                                                         | [ 17 ]                                                  |
| 2008 | 39ª                                                     | Maíra Mallmann Lima                                     | Porto Velho                                             |                                                         | [ 18 ]                                                  |
| 2007 | 38ª                                                     | Iaisa Helena Ribeiro                                    | Porto Velho                                             | Semifinalista (Top 10)                                  | [ 19 ]                                                  |
| 2006 | 37ª                                                     | Suzana Cavalcante                                       | Porto Velho                                             |                                                         | [ 20 ]                                                  |
| 2005 | 36ª                                                     | Fabiana Cortez                                          | Rolim de Moura                                          |                                                         | [ 21 ]                                                  |
| 2004 | 35ª                                                     | Luana Najara Athar                                      | Porto Velho                                             | Semifinalista (Top 10)                                  | [ 22 ]                                                  |
| 2003 | 34ª                                                     | Cláudia Roberta Boschilia 1                             |                                                         |                                                         | [ 23 ]                                                  |
| 2002 | 33ª                                                     | Renata Andresia Medeiros 2                              |                                                         |                                                         | [ 24 ]                                                  |
| 2001 | 32ª                                                     | Jacqueline Aparecida Brito                              |                                                         |                                                         | [ 25 ]                                                  |
| 2000 | 31ª                                                     | Ana Paula Michie Nakano                                 |                                                         |                                                         | [ 26 ]                                                  |
| 1999 | 30ª                                                     | Priscila Giacomolli                                     | Espigão do Oeste                                        |                                                         | [ 27 ]                                                  |
| 1998 | 29ª                                                     | Adriana Reis 3                                          |                                                         | 2º. Lugar                                               | [ 28 ]                                                  |
| 1997 | 28ª                                                     | Úrsula Mendes 4                                         |                                                         | 4º. Lugar                                               |                                                         |
| 1996 | 27ª                                                     | Cleonice Silveira                                       |                                                         |                                                         | —                                                       |
| 1995 | 26ª                                                     | Cristiane Bielinki Lopes                                |                                                         |                                                         | —                                                       |
| 1994 | 25ª                                                     | Ana Karina Lopes Costa                                  |                                                         |                                                         | —                                                       |
| 1993 | A Miss Brasil foi indicada, portanto não houve disputa. | A Miss Brasil foi indicada, portanto não houve disputa. | A Miss Brasil foi indicada, portanto não houve disputa. | A Miss Brasil foi indicada, portanto não houve disputa. | —                                                       |
| 1992 | 24ª                                                     | Sandra Cristina de Oliveira                             |                                                         |                                                         | —                                                       |
| 1991 | O Estado não enviou candidata ao Miss Brasil 1991.      | O Estado não enviou candidata ao Miss Brasil 1991.      | O Estado não enviou candidata ao Miss Brasil 1991.      | O Estado não enviou candidata ao Miss Brasil 1991.      | —                                                       |
| 1990 | Não houve disputa nacional de Miss Brasil em 1990.      | Não houve disputa nacional de Miss Brasil em 1990.      | Não houve disputa nacional de Miss Brasil em 1990.      | Não houve disputa nacional de Miss Brasil em 1990.      | —                                                       |
| 1989 | 23ª                                                     | Marisa Marin Delgado                                    | Cacoal                                                  | Semifinalista (Top 12)                                  | —                                                       |
| 1988 | 22ª                                                     | Sandra Rodrigues Jorge                                  | Rolim de Moura                                          |                                                         | —                                                       |
| 1987 | 21ª                                                     | Márcia Aparecida de Sá                                  | Vilhena                                                 |                                                         | —                                                       |
| 1986 | 20ª                                                     | Sheila Dorothy Miranda                                  | Porto Velho                                             |                                                         | —                                                       |
| 1985 | 19ª                                                     | Soraya Sirbela Tavares                                  | Ji-Paraná                                               |                                                         | —                                                       |
| 1984 | 18ª                                                     | Josélia Viriato Barros                                  | Guajará-Mirim                                           |                                                         | —                                                       |
| 1983 | 17ª                                                     | Gilda Maria de Morais                                   | Jaci-Paraná                                             |                                                         | —                                                       |
| 1982 | 16ª                                                     | Marilú de Lurdes Wobeto                                 | Vilhena                                                 |                                                         | —                                                       |
| 1981 | 15ª                                                     | Carmen Eliane de Blafert                                | Ariquemes                                               |                                                         | —                                                       |
| 1980 | 14ª                                                     | Maria de Nazaré Centeno                                 | Ypiranga Esporte Clube                                  |                                                         | —                                                       |
| 1979 | 13ª                                                     | Yete de Fátima Baleeiro                                 | Moto Esporte Clube                                      |                                                         | —                                                       |
| 1978 | O Estado não enviou candidata nos anos 1977 e 1978.     | O Estado não enviou candidata nos anos 1977 e 1978.     | O Estado não enviou candidata nos anos 1977 e 1978.     | O Estado não enviou candidata nos anos 1977 e 1978.     | —                                                       |
| 1977 | O Estado não enviou candidata nos anos 1977 e 1978.     | O Estado não enviou candidata nos anos 1977 e 1978.     | O Estado não enviou candidata nos anos 1977 e 1978.     | O Estado não enviou candidata nos anos 1977 e 1978.     | —                                                       |
| 1976 | 12ª                                                     | Maria Regina Furtak                                     | Esporte Clube Vera Cruz                                 |                                                         | —                                                       |
| 1975 | 11ª                                                     | Ruth Helena Pereira 5                                   | Jornal Alto Madeira                                     |                                                         | —                                                       |
| 1974 | 10ª                                                     | Cleonice de Oliveira                                    |                                                         |                                                         | —                                                       |
| 1973 | 9ª                                                      | Eugênia Suriadakis                                      | Guajará-Mirim                                           |                                                         | —                                                       |
| 1972 | 8ª                                                      | Kátia Fernanda Oliveira                                 | Bancrévea Clube                                         |                                                         | —                                                       |
| 1971 | 7ª                                                      | Zoracy Parra Motta                                      | Ferroviário Atlético Clube                              |                                                         | —                                                       |
| 1970 | 6ª                                                      | Elizabeth Augis 6                                       | Diários Associados                                      |                                                         | —                                                       |
| 1969 | O Estado não enviou candidata ao Miss Brasil 1969. 7    | O Estado não enviou candidata ao Miss Brasil 1969. 7    | O Estado não enviou candidata ao Miss Brasil 1969. 7    | O Estado não enviou candidata ao Miss Brasil 1969. 7    | —                                                       |
| 1968 | 5ª                                                      | Sueli Marisa Corrêa 8                                   | Diários Associados                                      |                                                         | —                                                       |
| 1967 | 4ª                                                      | Nádia Solange Garios 9                                  | Diários Associados                                      |                                                         | —                                                       |
| 1966 | 3ª                                                      | Ana Maria Façanha Gaspar 10                             | Diários Associados                                      | Semifinalista (Top 08)                                  | —                                                       |
| 1965 | 2ª                                                      | Aurian Fátima Gomes Chaves 11                           | Diários Associados                                      |                                                         | —                                                       |
| 1964 | 1ª                                                      | Sônia Regina de Magalhães 12                            | Diários Associados                                      |                                                         | —                                                       |

### Observações
1 Cláudia Roberta Boschilia (2003) é natural de São Carlos, São Paulo. Foi convidada a representar o Estado no nacional daquele ano.

2 Renata Andresia Moya Medeiros (2002) é natural de Iporã, Paraná e hoje reside na Argentina. Foi convidada a representar o Estado.

3 Adriana Luci de Souza Reis (1998) também foi uma das finalistas da etapa mineira daquele ano e bionicamente representou o Estado de Rondônia.

4 Úrsula da Conceição Mendes (1997) foi uma das finalistas do Miss Minas Gerais daquele ano e foi convidada a representar Rondônia.

5 Ruth Helena Pereira foi indicada pelo Jornal Alto Madeira de Rondônia, associado aos Diários e Emissoras Associados, para representar o Estado.

6 Elizabeth Augis foi indicada pela organização nacional do Miss Brasil para representar a região naquele ano.

7 Nadja Naira da Fonsêca foi anunciada como Miss Rondônia 1969, mas desistiu. Ela disputou o Miss Guanabara 1969 representando o "Várzea Country Clube" e ficou na 3ª posição.

8 Sueli Marisa Corrêa disputou o título de Miss Guanabara 1968 representando o "Tijuca Tênis Clube". Foi convidada a representar o território de Rondônia.

9 Nádia nasceu em Niterói, residia em São João de Meriti e havia disputado o título de Miss Estado do Rio 1967. Foi convidada pelo então Governador de Rondônia Flávio de Assunção para representar o território.

10 Ana Maria nasceu no Ceará e disputou o título de Miss Estado do Rio 1966 representando Niterói, terminou na quarta colocação. Foi convidada à representar o Estado bionicamente.

11 Aurian Fátima Gomes Chaves disputou o Miss Amazonas 1965 representando a loja "Anjo Azul" e ficou em 3º lugar. Recebeu a faixa em Porto Velho por Cunha de Menezes, então governador do território.

12 Sônia Regina Azevêdo de Magalhães disputou o Miss Guanabara 1964 pelo "Grêmio Recreativo do Sindicato dos Bancários" e posteriormente foi convidada a representar Rondônia.